# Ylide
Een ylide is een neutrale dipolaire molecule waarin een negatief geladen atoom (meestal een carbanion) rechtstreeks aan een heteroatoom (meestal stikstof, fosfor of zwavel) met een formeel positieve lading is gebonden. Beide geladen atomen bezitten de edelgasconfiguratie. Yliden, die dus 1,2-dipolaire verbindingen zijn, komen voornamelijk voor in de organische chemie als reactieve intermediairen in een aantal belangrijke reacties.

## Resonantie en stabilisatie van het carbanioncentrum
Door aanwezigheid van de formele ladingen bestaat de mogelijkheid tot resonantie. De ontstane structuur met dubbele binding staat bekend als de yleen-vorm.
In het geval dat stikstof met een formele positieve lading voorkomt, kan deze resonantie niet optreden, omdat stikstof op dat moment zijn octetstructuur zou overschrijden en 10 elektronen rond zich zou scharen. Hogere periode-elementen, zoals fosfor en zwavel, kunnen dit wel omdat zij beschikken over vrije d-orbitalen. De resonantie zorgt er dan ook voor dat het carbanion als zodanig wordt gestabiliseerd.
Wanneer op het carbanion ook een acylgroep is gebonden, kan verdere resonantie naar zuurstof optreden:

## Soorten yliden

### Fosfoniumyliden
De belangrijkste klasse van yliden vormen de fosfoniumyliden, die in de Wittig-reactie aangewend worden om een carbonylgroep om te zetten naar een dubbele binding. De formele positieve lading wordt gedragen door fosfor, waaraan meestal 3 fenylgroepen zijn gekoppeld. De reden hiervoor is dat fosfor zeer gevoelig is voor oxidatie onder invloed van luchtzuurstof of andere oxidantia. De aanwezigheid van elektronenrijke en volumineuze arylgroepen verhindert dit grotendeels. De fosfoniumyliden worden gevormd uit de SN2-reactie van trifenylfosfine met een alkylhalogenide, gevolgd door deprotonering met een sterke base (zoals kalium-tert-butoxide of dimsylnatrium).
Yliden kunnen ingedeeld worden in gestabiliseerde en niet-gestabiliseerde yliden. De niet-gestabiliseerde yliden zijn reactiever en reageren met zowel ketonen als aldehyden. De gestabiliseerde reageren enkel met de meer reactieve aldehyden.
Bepaalde fosfoniumyliden zijn zo stabiel dat ze als zout geïsoleerd, gezuiverd en opgeslagen kunnen worden.

### Sulfonium- en sulfoxoniumyliden
Sulfoniumyliden zijn afgeleid van de overeenkomstige organische sulfiden (een thio-ether). Ze worden bereid door een SN2-reactie met een alkylhalogenide, gevolgd door deprotonering met een sterke base. Sulfoxoniumyliden zijn afgeleid van sulfoxiden en worden op vergelijkbare wijze bereid.

### Yliden gebaseerd op stikstof
Bepaalde stikstofgebaseerde yliden, zoals azomethine-yliden, bezitten als algemene structuur:
Ze kunnen opgevat worden als een gedeprotoneerde iminiumverbinding. Substituenten R1 en R2 zijn elektronenzuigende groepen om de negatieve lading enigszins te stabiliseren. Resonantie van de negatieve lading naar stikstof is onmogelijk, omdat dan de octetconfiguratie overschreden wordt. Dit soort yliden kan bereid worden door een condensatiereactie van een α-aminozuur met een aldehyde of door een thermische ringopening van bepaalde N-gesubstitueerde aziridines.

### Yliden gebaseerd op zuurstof
Zuurstofbevattende yliden worden ingedeeld in twee groepen: de carbonylyliden en de oxoniumyliden. Carbonylyliden worden bereid door de ringopening van een epoxide. Oxoniumyliden ontstaan door de reactie van een ether met een diazoverbinding.

## Reacties
De belangrijkste toepassing van yliden, in het bijzonder de fosfoniumyliden, vormt de Wittig-reactie en de hiervan afgeleide Horner-Wadsworth-Emmons-reactie.
De Prato-reactie betreft de functionalisering van een fullereen met een azomethine-ylide.
Tal van yliden reageren in een sigmatrope omlegging: voorbeelden zijn de Sommelet-Hauser-omlegging en de Stevens-omlegging. Bij bepaalde fosfoniumyliden wordt een [3,3]-sigmatrope omlegging waargenomen: